# حويرة متطاولة
حويرة متطاولة (الاسم العلمي: Tephrosia elongata) هي نوع من النباتات يتبع جنس الحويرة من الفصيلة البقولية.